# ジャスティン・クライファート
ジャスティン・クライファート（Justin Kluivert，1999年5月5日 - ）は、オランダ・ザーンダム出身のサッカー選手。プレミアリーグ・AFCボーンマス所属。オランダ代表。ポジションはFW。
父親は元オランダ代表選手でアヤックス、バルセロナなどで活躍したパトリック・クライファート。四人兄弟の次男で、兄はアヤックス、フィテッセの下部組織出身で、引退後はアーティストとして活動しているクインシー・クライファート。弟はカーザ・ピアACに所属するルベン・クライファート。異母兄弟にシェーン・クライファートもバルセロナの下部組織でプレーするサッカー選手。父、末弟はFWとしてプレーするが、兄と三男は父と異なり、DFとしてプレーしている。
欧州5大リーグ全てのリーグ戦で得点を記録した選手である。

## 経歴

### クラブ

#### アヤックス
父と同様、アヤックス・アムステルダムのアカデミーで育成された。リザーブチームであるヨング・アヤックス在籍中の2016年9月、エールステ・ディヴィジ・MVVマーストリヒト戦でプロデビュー。2017年1月のエールディヴィジ・PECズヴォレ戦でアミン・ユネスとの交代で途中出場しトップチームデビュー。2017年3月のSBVエクセルシオール戦でエールディヴィジ初ゴール。このゴールは父のラストゴールからちょうど10年と1日後のことだった。2017年11月のローダJC戦で初ハットトリックを達成。
2018年2月には「まだ数年アヤックスに残って1億6000万ユーロでバルセロナ, レアル・マドリードなど絶対的トップクラブに行きたい」と語っていたが、5月に入ってアヤックスと契約延長交渉で合意せず(報道では年間150万ユーロのクラブ最高額サラリーと移籍金の40%を要求したと報じられた)、「僕のプランは残留だったけれど、あまりにも多くのことが起きすぎた」とクラブの監督交代の多さを突然批判した。

#### ローマ
2018年6月22日、ASローマと2023年6月30日までの契約を締結した。移籍金は1725万ユーロ、最大150万ユーロのボーナスが支払われる。また、将来移籍した場合、移籍金が2500万ユーロを超えた場合は上回った分の10％（最大400万ユーロ）をアヤックスに支払うことで合意した。背番号は34番で、この背番号はアヤックス時代のチームメイトであり友人でもあり、現在脳の損傷を負って闘病中のアブドゥルハーク・ヌーリの背番号である。
2018年8月19日、セリエA開幕節のトリノFC戦に途中出場し、ローマ移籍後初出場を果たすと、エディン・ジェコのゴールをアシストした。10月2日、UEFAチャンピオンズリーグのヴィクトリア・プルゼニ戦でゴールを挙げた。この19歳150日での得点は、ローマにおけるCLでの最年少得点であり、オランダ国外のクラブで得点したオランダ人選手の最年少得点となった。12月16日、ジェノア戦でセリエA初ゴールを決めた。
2019-20シーズンより背番号を99番に変更した。2019年9月16日、サッスオーロ戦でゴールを挙げて勝利に貢献した。

#### ライプツィヒ
2020年10月5日、RBライプツィヒにレンタル移籍した。

#### ニース
2021年7月20日、OGCニースに買取オプション付きのレンタル移籍。

#### バレンシア
2022年9月1日、買い取りオプション付きでバレンシアCFにローン移籍。

#### ボーンマス
2023年6月23日、ローマからボーンマスに完全移籍した。なおこの移籍でフロリン・ラドチョウ、クリスティアン・ポウルセン、ステヴァン・ヨヴェティッチに続く史上4人目となる、ヨーロッパ主要5リーグすべてのリーグでプレーする選手となり、24歳でのコンプリートは史上最年少記録である。
同年11月25日のシェフィールド・ユナイテッド戦 (3-1)でリーグデビューから10戦目にして初ゴールを記録。なお、ヨーロッパ主要5リーグすべてで得点を挙げた選手は、クライファート含めてラドチョウ、ヨヴェティッチの3人のみで、21世紀に入ってからはヨヴェティッチに次いで史上2人目の選手になった。
2024年11月30日、プレミアリーグ第13節のウルヴァーハンプトン・ワンダラーズFC戦にて、プレミアリーグ史上初となるPKのみでのハットトリックを達成。2025年1月18日、プレミアリーグ第22節のニューカッスル・ユナイテッドFC戦にて、6分、44分、後半アディショナルタイム2分にゴールを記録しシーズン2度目となるハットトリックを達成した。

### 代表
2016年5月、アゼルバイジャンで開催されたUEFA U-17欧州選手権2016にオランダ代表の一員として参加した。チームは準決勝でU-17ポルトガル代表に敗れた。
2018年3月26日、ポルトガル代表との親善試合で途中出場しフル代表デビューを飾った。

## エピソード
- UEFAヨーロッパリーグ 2016-17 決勝終了後、対戦相手であるマンチェスター・ユナイテッドFCのジョゼ・モウリーニョ監督から移籍を勧誘されたと話題になった[34]。なお、父パトリックとモウリーニョはFCバルセロナで選手とコーチという間柄だった。

### 食生活と料理
ジャスティン・クライファートは、食生活への意識が高く、料理の腕前でも知られている。

### ヴィーガン食への関心
ASローマ所属時、チームメイトであったクリス・スモーリングが実践していたヴィーガン食に影響を受け、自身も食事に一部取り入れていた時期がある。この食生活は、コンディション維持や回復に良い影響を与えると語っている。

### 料理の特技
クライファートは、オランダで料理学校に通い、調理師免許を取得している。父親の出身地であるスリナムの伝統料理を好み、米、豆、鶏肉、野菜を用いた料理が得意であるとインタビューで明かしている。